# Millevaches
Millevaches é uma comuna francesa na região administrativa da Nova Aquitânia, no departamento de Corrèze. Estende-se por uma área de 11,54 km². Em 2010 a comuna tinha 79 habitantes (densidade: 6,8 hab./km²).